# Revolverend fonds
Een revolverend fonds is een fonds waaruit budget wordt toegekend aan derden, zonder dat dit beperkt is tot een boekjaar. De geldverstrekking vindt veelal plaats in de vorm van een lening. Het fonds wordt opnieuw aangevuld met geld dat oorspronkelijk afkomstig is uit het fonds zelf, bijvoorbeeld door de aflossingen van de leningen met rente. Hiermee onderscheiden revolverende fondsen zich van subsidies, die eenmalig verstrekt worden zonder dat er geld terugvloeit.
Revolverende fondsen worden gebruikt door zowel overheden als non-profitorganisaties. Een voorbeeld van een maatschappelijk doeleinde waarvoor dit type fondsen gebruikt kan worden zijn stedelijke transformatieprojecten.
In Nederland wordt een revolverend fonds onder meer gebruikt door het Nationaal Restauratiefonds.